# Klaus Ampler
Klaus Ampler (* 15. November 1940 in Marienburg, Reichsgau Danzig-Westpreußen; † 6. Mai 2016 in Leipzig) war ein Amateur-Radrennfahrer der DDR und nationaler Meister im Radsport.
Amplers Radsportaufstieg begann 1957 in der Betriebssportgemeinschaft Motor Warnowwerft Warnemünde, nachdem er 1955 mit dem Radsport begonnen hatte. 1959 gewann er die Bezirksmeisterschaft von Rostock und wechselte zum DHfK Leipzig. 1960 verpasste Ampler die Qualifikationshürde für die Olympischen Sommerspiele und die Internationale Friedensfahrt. Nach erneuter Nichtaufstellung als Friedensfahrtkandidat für 1961 nahm er Kontakt zum westdeutschen Profiradsport auf, um Berufsfahrer zu werden. Hierfür wurde er durch Einwirken des MfS vom DTSB von der Rad-Weltmeisterschaft in diesem Jahr ausgeschlossen. 1962 nahm er erstmals an der Friedensfahrt teil und wurde nach seinem Gesamtsieg bei der DDR-Rundfahrt im gleichen Jahr DDR-Straßenmeister. Auf dem Höhepunkt seiner Karriere gewann Ampler 1963 als Gesamtsieger sowohl die Internationale Friedensfahrt als auch die DDR-Rundfahrt und wurde erneut DDR-Straßenmeister. Hierfür wurde er zum DDR-Sportler des Jahres gewählt. 1964 folgte ein Jahr der sportlichen Stagnation; 1965 und 1966 holte er den DDR-Titel im 4000-Meter-Verfolgungsrennen. 1969 wurde Ampler DDR-Meister im Mannschaftszeitfahren.
Nach der Beendigung seiner Fahrerkarriere war er von 1971 bis nach der Wiedervereinigung Deutschlands als Trainer im SC DHfK Leipzig tätig. Dort betreute er unter anderen seinen Sohn Uwe und Uwe Raab. Im Anschluss hieran fungierte er bis 1996 als Geschäftsführer eines Fahrradgroßhandels in Leipzig. Danach war er Co-Moderator der Friedensfahrtübertragungen des MDR und Ehrengast bei verschiedenen Veranstaltungen. Im Jahr 2005 erkrankte Ampler an der Alzheimer-Krankheit, an deren Folgen er im Mai 2016 im Alter von 75 Jahren verstarb.

## Leben

### Familie und Persönliches
Klaus Ampler wurde am 15. November 1940 im westpreußischen Marienburg als jüngstes von sieben Kindern als Sohn des Brunnenbauers Felix Ampler († 1967) und dessen Frau Maria geboren. Er hatte vier Brüder und zwei Schwestern. Verheiratet war er seit Mai 1962 mit Waltraud Ampler, geborene Böhlmann. Aus der Ehe ging eine Tochter und Sohn Uwe Ampler (* 1964) hervor, der ebenfalls Radrennsportler wurde. Sein Enkel Rick Ampler (* 1989) verkörpert die dritte Generation Radrennfahrer der Amplers.
Politisch bekleidete Ampler während der DDR-Zeit ab 1963 das Amt eines Parteisekretärs. Nach eigenen Aussagen übte er diese Funktion aus, um für die Belange des Radsports einzutreten.

### Kindheit und Jugend
Der frühere Wohnort der Amplers befand sich in Stuhm, von welchem die Familie im Januar 1945 vor der Roten Armee nach Kolberg floh. Übere weitere Stationen erreichte sie im Sommer 1945 Rostock-Dierkow. Von dort wurden die Amplers nach Groß-Siemen umgesiedelt. Ab 1946 besuchte Ampler die Schule der Nachbargemeinde Schmadebeck. Später zog die Familie nach Altenhagen um. Hier gewann Ampler im Juni 1952 sein erstes Radrennen. Nach der Schulzeit bewarb sich Ampler als Lehrling bei der Warnowwerft Warnemünde, wo er im September 1956 eine Lehre zum Lichtbogenschweißer aufnahm. Noch im gleichen Monat wurde er Mitglied in der Betriebssportgemeinschaft (BSG) Motor Warnowwerft. In der dortigen Radsportabteilung erhielt er seine Jugendfahrer-Lizenz, wobei er für die BSG bei zahlreichen Jugend-Radrennen startete und dort 35 Siege erzielte.

### Sportliche Karriere

#### 1959–1960: Anfänge und Aufstieg

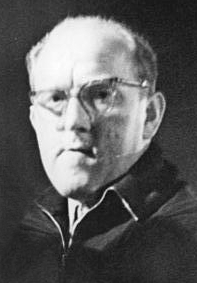
Herbert Weisbrod (1918–2000) warb Ampler für den SC DHfK Leipzig an.

Im Mai 1959 gewann Ampler die Rostocker Bezirksmeisterschaft. Nach Rennen in Ahlbeck, Rostock und Waltershausen stieg Ampler in die höchste Amateur-Radrennfahrerklasse der DDR auf. Das Debütrennen der Leistungsklasse I am 28. Juni in Reichenbach gewann er vor Henning vom SC DHfK Leipzig. Im neuen Verein wurde ihm auch der Spitzname „Neptun“ in Anspielung auf seine Herkunft von der Ostseeküste, verliehen. Dessen Trainer Herbert Weisbrod warb Ampler für diesen Verein an. Zu Weisbrods Schützlingen im SC DHfK Leipzig gehörte Amplers Idol Gustav-Adolf Schur („Täve“), den er eine Woche nach seinem Sieg in Reichenbach bei der Harzrundfahrt traf. Bei den anschließenden DDR-Straßen-Radmeisterschaften in Venusberg wurde Ampler Zwölfter dem wenig später der 56. Gesamtrang bei der DDR-Rundfahrt 1959 folgte. Im folgenden Rennen, der 53. Auflage des Klassikers Rund um Berlin, schloss Ampler zur nationalen Radsportspitze auf, als er praktisch in Alleinfahrt vor Kellermann und Adler siegte. Anschließend startete Ampler in Plewen bei den VI. Internationalen Sportspielen der Landesjugend. Das Mannschaftsrennen endete mit einem Sieg der DDR-Auswahl und im Einzelrennen wurde Ampler Zweiter. Nach seiner Rückkehr zog Ampler nach Leipzig, wo im SC DHfK Leipzig Busse sein Trainer wurde. Neben seinem Sportpensum arbeitete Ampler bei den Leipziger Kirow-Werken. Die ersten Siege für seinen neuen Club erreichte Ampler im September beim international besetzten Rennen Rund um Sebnitz und beim Rennen Rund um Spitze in Forst vor seinem Clubkameraden Wolfgang Braune, welcher Amplers Spitznamen „Neptun“ prägte. Im Oktober 1959 bestritt Ampler in Rostock das Rennen um den Vögenteich und den 7. Oberlausitzer Grenzlandringpreis, die er beide gewann.
Vom 26. Januar bis 7. Februar 1960 bestritt Ampler die VII. Ägypten-Rundfahrt, wo er in der 9. Etappe als bis dato Gesamtführender stürzte und sich einen Schlüsselbeinbruch zuzog. Nach seiner Genesung gewann er die im April ausgetragene Rundfahrt um Potsdam und erreichte einen dritten Platz beim ausgetragenen Großen Preis des ND in Leipzig. Bei der 46. Auflage der Hainleitefahrt am 27. Mai, eines von zwei Qualifizierungsrennen für die bevorstehenden Olympischen Sommerspiele in Rom, wurde Ampler Dritter. Im Dortmunder Folgerennen reichte es für ihn nur zu Rang 17, womit er die Olympiaqualifikation als Gesamtsechster verpasste. Nach einem dritten Platz beim Klaus-Törpe-Gedächtnisrennen wurde Ampler im Juli 1960 bei der alljährlichen Ostsee-Rundfahrt im Endklassement Siebter. Bei der folgenden Straßen-Radmeisterschaft über 170 km auf dem Schleizer Dreieck wurde Ampler hinter Schur und Eckstein Dritter. Nach weiteren Rundstreckenrennen siegte Ampler im September bei der neuerlichen Auflage des Rennens Rund um Berlin vor dem Belgier Michel Noppe. Die letzten Rennen der Saison bestritt Ampler in Bulgarien. Die Zweihafenetappe von Burgas nach Warna musste Ampler als Gesamtführender jedoch infolge einer Knieentzündung vorzeitig abbrechen. Im November 1960 besuchte Ampler das Westberliner Sechs-Tage-Rennen in der Deutschlandhalle, wobei er erstmals in Kontakt zu westdeutschen Radprofis treten konnte. Dabei lernte er die ihm als Amateur unbekannten Vorzüge des Profiradsports kennen.

#### 1961: Wechselgedanken

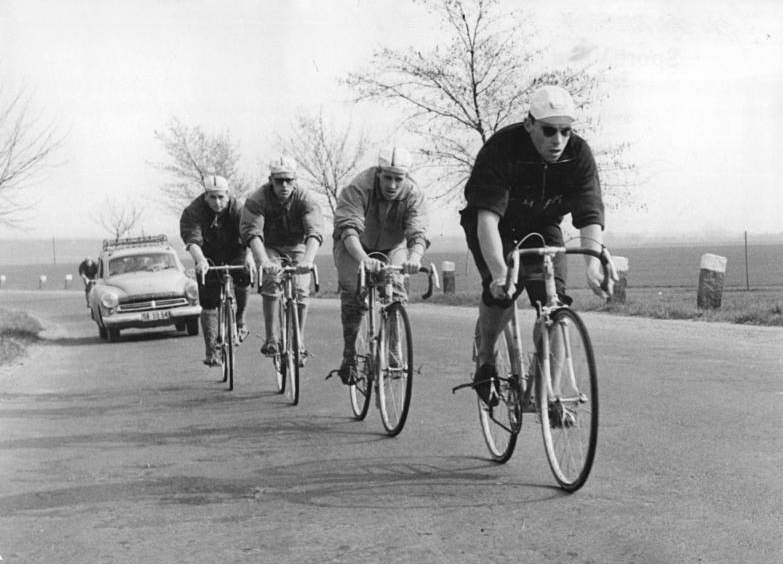
Die Friedensfahrtkandidaten 1961. Ampler vor seinen Mannschaftskollegen Adler, Schur und Weißleder.

Amplers Affinität zum westdeutschen Profiradsport entfachte sich im Januar 1961 neu, als ihm Erich Hagen eröffnete, dass er gute Beziehungen zu Erich Bautz aus Dortmund und Otto Ziege aus Westberlin pflege, mit denen man wegen eines möglichen Profivertrages in Kontakt treten könne. Das Vorhaben geriet jedoch zunächst in Vergessenheit, weil sich Ampler einen Startplatz in der diesjährigen Friedensfahrtmannschaft erhoffte, die durch seine Kandidatur im April bestärkt wurde. Die dazugehörigen Qualifikationsrennen liefen jedoch nicht zufriedenstellend, so dass Ampler nur als Ersatzfahrer nominiert wurde. Erschwerend kam für ihn hinzu, dass Ampler im Warschauer Hotel „Warszawa“ nicht bei seinen Fahrerkollegen untergebracht wurde. Als Schur kurzfristig wegen einer Erkältung auszufallen drohte, dann jedoch vom Mannschaftsarzt für fahrtauglich befunden wurde, bedeutete dies Amplers vorzeitige Heimreise. Aus Frust hierüber fasste Ampler auf der Rückfahrt nach Berlin den Entschluss, Otto Ziege in dessen Büro in Westberlin aufzusuchen, um ihm mitzuteilen, dass er beabsichtige, in den Profiradsport Westdeutschlands zu wechseln. Dieser war jedoch abwesend.
Im Juni bestritt Ampler zusammen mit einem fünfköpfigen Auswahlteam das Zwei-Etappen-Rennen Wien–Rabenstein–Gresten–Wien, das er als Gesamtführender gewann. Das ihm dort offerierte Angebot des italienischen Teams lehnte er ab, wenngleich seine Sympathien Richtung Profiliga bekannt blieben. Nach zwei weiteren internationalen Rennen auf der Isle of Man und in Kopenhagen ohne vordere Platzierungen gewann Ampler im Juli die 2. Ostsee-Rundfahrt über fünf Etappen als Gesamtführender. Bei der vom 17. bis 25. August stattfindenden XII. DDR-Rundfahrt wurde er hinter Schur Gesamtzweiter.
Zu diesem Zeitpunkt war Ampler bereits in das Fadenkreuz des Ministeriums für Staatssicherheit (MfS) gerückt – allerdings nicht wie er selbst vermutete für seinen nächtlichen Besuch in Westberlin, sondern für seine Absichten, in die westdeutsche Profiliga wechseln zu wollen, um dort einen Vertrag als Berufsfahrer zu unterzeichnen. Das MfS kam in ihrem Bericht vom 19. August zu dem Schluss, dass Ampler während eines neuerlichen Auslandsstarts flüchtig werden könne und er aus diesem Grunde vor dem Radsportverband ein gegenteiliges Versprechen abzugeben habe. Zugleich verwies der Bericht darauf, dass ein Nichteinsatz Amplers bei der anstehenden UCI-Straßen-Weltmeisterschaft in Bern zu weiterer Verstimmung führen und dessen Absichten verstärken könne, zum Profisport zu wechseln. Auf jeden Fall, so der Bericht weiter, sei eine Republikflucht Amplers zum gegenwärtigen Zeitpunkt politisch nicht vertretbar und unter allen Umständen zu verhindern. Der Bericht schließt damit, dass eine Republikflucht nicht auszuschließen sei, jedoch keine Anhaltspunkte gegeben seien, um Ampler von der Weltmeisterschaft fernzuhalten, wenn es im Vorfeld zu einer Aussprache zwischen ihm, den Trainer und Mannschaft gäbe. Zu dieser Aussprache ist es nie gekommen.
Ungeahnt von diesen Geschehnissen fokussierte sich Amplers Training auf seine anstehende WM-Teilnahme. Als diese näher rückte, erkundigte sich schließlich der Chef des DTSB Manfred Ewald im SC DHfK Leipzig danach, ob denn die Aussprache stattgefunden hätte. Nachdem dies verneint wurde, informierte Ewald das MfS, wonach Ampler unter diesen Umständen nicht für die Mannschaft aufgestellt werden könne. Am 30. August, unmittelbar vor Amplers Abreise nach Bern, fand das Gespräch zwischen ihm, Weisbrod, Schiffner und anderen Herren statt. Darin wurde Ampler mit dem Vorwurf seiner beabsichtigten Republikflucht sowie einem an Bautz adressierten Brief konfrontiert, den Ampler nach Dortmund abgeschickt haben soll. Die Existenz dieses Briefs gibt Ampler in seiner 2005 erschienenen Autobiografie zu, nicht aber dessen Versendung. Das Gespräch endete mit dem Ausschluss Amplers von der Weltmeisterschaft. Zugleich wurde ihm die Möglichkeit eröffnet, sich bei der im September ausgetragenen Rumänien-Rundfahrt zu rehabilitieren, wo er schließlich Neunter der Gesamtwertung wurde und eine Etappe gewann. Parallel dazu wurde eine offizielle Presseerklärung vorbereitet, in welcher Ampler offiziell seinen Fehler eingestehen solle. Diese Erklärung erschien dann in der Tageszeitung Neues Deutschland vom 31. August. Weitere Restriktionen gegen Ampler erfolgten nicht.

#### 1962–1963: Karrierehöhepunkt

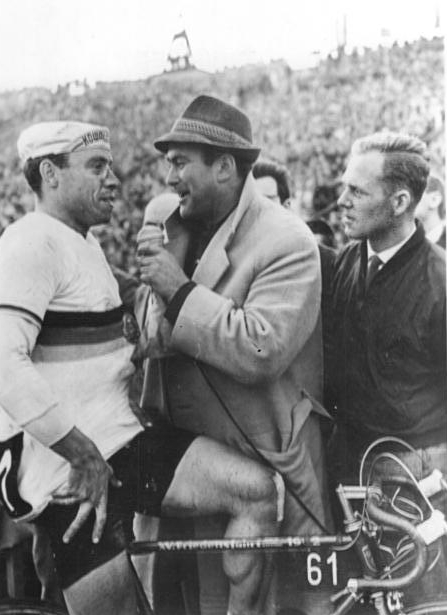
Klaus Ampler im Gespräch mit dem DDR-Reporter Heinz-Florian Oertel nach seinem vierten Platz auf der 2. Etappe von Berlin zum Leipziger Zentralstadion 1962. Rechts im Bild Schur, der in diesem Jahr als Betreuer der DDR-Mannschaft fungierte.

Ampler bestritt zu Beginn des Jahres 1962 seine Vorbereitungsrennen im bulgarischen Plovdiv und nahm an diversen heimischen Radsportveranstaltungen teil. Ende April erfolgte neben Eckstein (Mannschaftskapitän), Höhne, Kellermann, Scheibner und Wiedemann seine Nominierung als Stammfahrer für die XV. Friedensfahrt. Dessen Start erfolgte am 2. Mai im Berliner Walter-Ulbricht-Stadion. Mit zwei Zweiten Plätzen und einem Dritten Platz beim 100-km-Mannschaftsfahren von Opole nach Breslau wurde Ampler Gesamtsiebter. Anschließend nahm er zusammen mit Schur und Lörke an der Drei-Etappen-Fahrt der „Schwedenwoche“ teil, wo er keine Podestplatzierung erreichte. Bei den darauf anschließenden nationalen Rennen am 5. und 7. Juni in Langendorf und Torgau holte Ampler einen Doppelsieg. Dem folgten am 5. August die DDR-Straßen-Radmeisterschaften auf dem Oberlausitzer Grenzlandring, wo Ampler mit einer Zeit von 4:42:03 h vor dem Fahrerduo Weißleder/Schur siegte und DDR-Meister wurde. Amplers Dominanz setzte sich im gleichen Monat bei der XIII. DDR-Rundfahrt fort, wo er mit drei Etappensiegen die Rundfahrt gewinnen konnte. Die DDR-Rundfahrt sollte für Ampler zugleich als Generalprobe für die vom 29. August bis 2. September 1962 stattfindenden Straßen-Weltmeisterschaft im italienischen Salò herhalten. Doch das Allied Travel Office der westlichen Besatzungsmächte verweigerte den DDR-Sportlern aufgrund des Mauerbaus für die nächsten Jahre deren Einreise in das westliche Ausland. Als Ersatz hierfür organisierte der DDR-Radsportverband die „Internationale Woche“ bei der Ampler am 2. September das Rennen Rund um Potsdam (161 km) vor Dieter Giese gewann. Nach einem Zweiten Platz bei der 56. Auflage des Rund um Berlin am 16. und einem Dritten Rang am 23. September beim Rennen Rund um Sebnitz wurde Ampler bereits im November für die kommende XVI. Friedensfahrt als Stammfahrer nominiert.
Im Frühjahr 1963 konzentrierten sich Ampler Training vollumfänglich auf die im Mai stattfindende XVI. Friedensfahrt. Dort holte sich die DDR-Auswahl beim Mannschaftszeitfahren in der dritten Etappe von Hustopece nach Bratislava den Sieg und damit das Blaue Trikot. Bei der fünften Etappe von Zvolen nach Košice (221 km) errang Ampler seinen ersten Sieg bei einer Friedensfahrt, womit er in der Gesamtwertung Rang drei belegte. Auch die achte Etappe von Warschau nach Toruń (226 km) entschied er für sich. Der Sprung an die Tabellenspitze gelang ihm im Zeitfahren der zwölften Etappe von Bautzen nach Dresden über 57 km, dass er mit einer Zeit von 1:17:39 h gewann. Damit betrug sein Vorsprung vor dem Zweitplatzierten der Tour August Verhaegen 2:14 min. Am Folgetag erlitt Ampler auf der dreizehnten Etappe von Dresden nach Erfurt (245 km) bei Kilometer 233 einen Reifenschaden. Da kein Materialwagen in der Nähe war, entschied sich Schur spontan, ihm sein Rad zu überlassen, damit Amplers Chancen auf den Gesamtsieg gewahrt blieben. Ampler wurde Zweiter und konnte damit seinen Vorsprung in der Gesamtwertung auf 6:21 min ausbauen. Seinen Vorsprung verteidigte er auf den letzten beiden Etappen, womit Ampler den Gesamtsieg errang. In den Monaten darauf gewann er dann sowohl die DDR-Straßen-Radmeisterschaft in Mittweida als auch die XIV. DDR-Rundfahrt wofür ihm Walter Ulbrich mit dem Vaterländischen Verdienstordens in Silber auszeichnete. Eine weitere Ehrung Amplers erfolgte im Dezember 1963, als er von den Lesern der Jungen Welt zum DDR-Sportler des Jahres gewählt wurde.

#### 1964–1966: Rezession

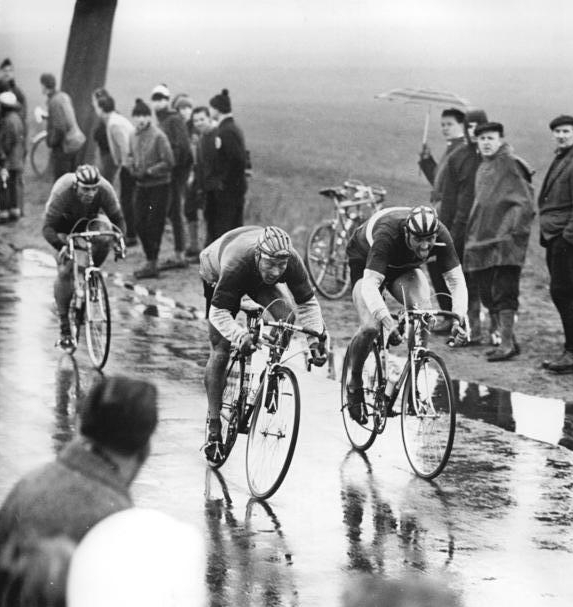
Klaus Ampler an dritter Stelle liegend hinter Kurt Müller (Bildmitte) und Lothar Appler (rechts) beim Eröffnungsrennen der Straßenfahrer über 86 km von Ahrensfelde nach Freienwalde 1965.

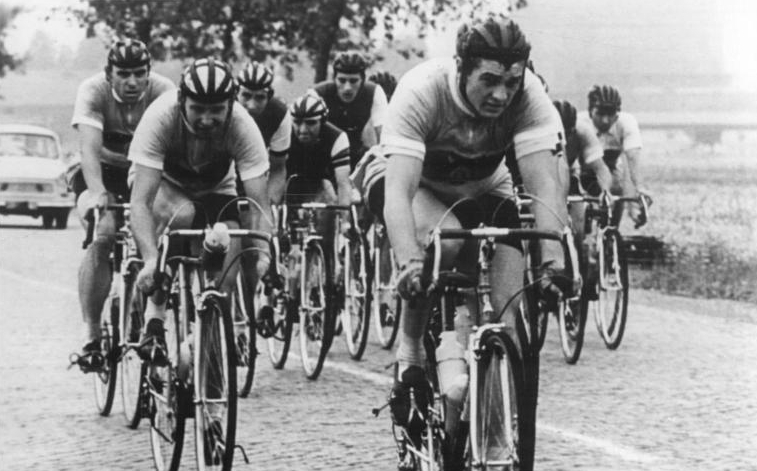
Klaus Ampler (ganz links) beim Großen Sachsenpreis von Karl-Marx-Stadt–Dresden–Leipzig–Karl-Marx-Stadt über 265 km im Juli 1966.

In der ersten Jahreshälfte 1964 konnte Ampler nicht mehr an seiner Vorjahreserfolge anknüpfen. Die XVII. Friedensfahrt beendete er als Gesamtsechzehnter. Den ersten nationalen Erfolg in diesem Jahr errang Ampler erst einen Sieg beim 168 km Rennen Rund um die Dresdner Heide Ende Juni. Im Juli folgten die Deutsch-deutschen Olympiaausscheidungswettkämpfe in Gießen und Erfurt, wobei Ampler keine vorderen Platzierungen erreichte. Nach Platz 22 bei der Straßen-Radmeisterschaft in Schleusingen gewann Ampler im September die 58. Auflage des Rund um Berlin sowie die Rennen Rund um den Vögenteichplatz und dem 3. Bäderrennen am 28. September jeweils in Rostock.
Bei der Internationalen Friedensfahrt 1965 fungierte Ampler als Mannschaftskapitän. Als solcher führte er die DDR-Auswahl auf der zweiten Etappen von Königs Wusterhausen nach Cottbus zum Sieg im Mannschaftsfahren über 100 km. Sein bestes Ergebnis war ein Zweiter Platz auf der elften Etappe von Bielsko-Biała nach Krakau. In der Gesamtwertung belegte er am Ende der Tour Rang zehn. Nach der Friedensfahrt dienten Amplers weitere Rennen als Vorbereitung auf die im September stattfindende Straßen-Weltmeisterschaft in Lasarte-Oria, an denen die DDR-Radsportler nach 1962, 1963 und 1964 wieder teilnehmen durften. Zum sportlichen Höhepunkt des Jahres bis dahin zählte sein Sieg im 4000-Meter-Verfolgungsrennen bei den DDR-Meisterschaften in Gera. Die letzte Vorbereitung auf die Weltmeisterschaft erfolgte für Ampler bei der im August ausgetragenen DDR-Rundfahrt, wo er Gesamtsechster wurde. Die Straßen-Weltmeisterschaft fand Anfang September in Lasarte-Oria statt. Dort wurde der Mannschaftsvierer mit ihm Fünfter. Im 4000-Meter-Verfolgungsrennen wurde Ampler Siebzehnter. Vierzehn Tage nach der Weltmeisterschaft siegte Ampler im Rahmen der „Internationalen Radwoche“ am 19. September bei der 59. Auflage des Rund um Berlin 1959, 1960 und 1964 zum vierten Mal.
1966 konzentrierte sich Ampler vollumfänglich auf die Ende August beginnende Bahn-Weltmeisterschaft in Frankfurt am Main wofür er auf einen Start bei der XIX. Friedensfahrt verzichtete und stattdessen das Bahntraining intensivierte. Bei den DDR-Meisterschaften im 4000-m-Einzelverfolgungsrennen, welches am 4. Juli stattfand, siegte Ampler im Finale gegen Heinz Richter in einer Zeit von 5:15 min und war als DDR-Meister und für die Weltmeisterschaft qualifiziert. Bei der anschließenden DDR-Rundfahrt wurde Ampler Gesamtsechster. Im Anschluss hieran bestritt er in Berlin, Gera und Leipzig vier weitere Rennen in der Einzelverfolgung, von denen er drei gewinnen konnte. Danach reiste er nach Frankfurt, wo er mit einer Zeit von 5:03:85 min im Achtelfinale der 4000-m-Einzelverfolgungsrennen als Zwölfter ausschied. Im Mai hatte er das Rennen Rund um die Hainleite gewonnen. Zum Saisonabschluss wurde er im September bei der Bulgarien-Rundfahrt Gesamtzweiter.

#### 1967–1970: Stagnation
Im Winter 1967 bestritt Ampler die Algerien-Rundfahrt wo er Gesamtzweiter wurde. Nach seiner Rückkehr standen die üblichen Nominierungsrennen für die XX. Internationale Friedensfahrt auf dem Programm, von denen er eines gewann. Bei der Friedensfahrt erreichte Ampler mit einem 22. Gesamtplatz das schlechteste Ergebnis all seiner Teilnahmen an dieser Tour. Lediglich auf der dritten Etappe von Posen nach Bydgoszcz gelang ihm als Zweiter ein Podestplatz. Anschließend konzentrierten sich Ampler wie in den Vorjahren auf die Vorbereitung der anstehenden UCI-Straßen-Weltmeisterschaft, bei welchem er, wie im Vorjahr das 4000-m-Verfolgungsrennen bestreiten sollte. Bei dem Ende Juni 1967 ausgetragene Bahn-Vorbereitungsrennen wurde Ampler bei der Einzelverfolgung und in der Mannschaftswertung jeweils Zweiter. Bei den DDR-Meisterschaften im Juli wurde er bei der 4000-m-Einzelverfolgung erneut Zweiter. Mitte Juli bestritt Ampler die XVII. DDR-Rundfahrt, von denen er die vierte und fünfte Etappe gewinnen konnte, womit er Gesamtvierter wurde. Am 30. Juli erreichte Ampler bei den DDR-Straßenmeisterschaften in Eisenach beim Rund um die Wartburg im Einzel den fünften Rang. Anschließt reiste er zur Weltmeisterschaft ab, wo Ampler im 4000-m-Verfolgungsrennen als Fünfzehnter (5:08,45 min) im Achtelfinal ausschied. Im Straßeneinzel der Weltmeisterschaft wurde als bester DDR-Fahrer Vierzehnter.

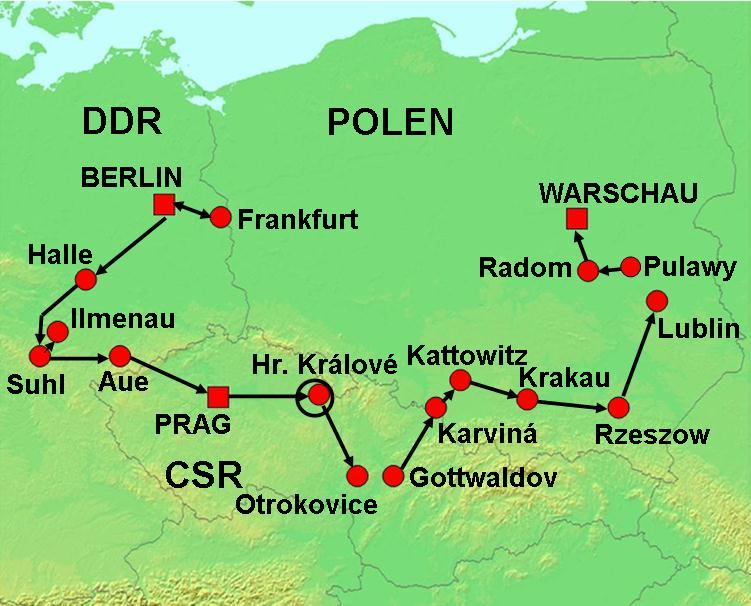
Die 14 Etappen der Friedensfahrt 1968 bei welcher Ampler zwei Tagessiege erreichte.

Die saisonale Wintervorbereitung 1968 verbrachte Ampler im algerischen Trainingslager. Nach seiner obligatorischen Nominierung als Fahrer für die XXI. Friedensfahrt, bestritt Ampler im Hinblick darauf einige heimische Vorbereitungsrennen. Bei der Friedensfahrt entschied er zwei Etappen für sich. Der erste Sieg gelang Ampler bei der fünften Etappe von Ilmenau nach Aue (181 km) und der zweite Triumph bei der letzten Etappe von Radom nach Warschau (125 km). In der Gesamtwertung war er nach dem Gesamtsieger Axel Peschel und Dieter Mickein (9. Platz) mit dem 13. Rang drittbester DDR-Fahrer. Die weiteren Rennen dienten Ampler als Vorbereitung für die Olympischen Sommerspiele 1968 in Mexiko-Stadt, an denen er neben Hoffmann, Grabe und Peschel im 100-km-Mannschaftsfahren teilnehmen würde. Die DDR-Auswahl reise Ende September nach Mexiko ab, nachdem Ampler am 29. August die Verdienstmedaille der DDR verliehen worden war. Das 100-km-Mannschaftsfahren des Straßenvierers Ampler/Grabe/Hoffmann/Peschel fand Mitte Oktober statt und endete mit über 10 Minuten Rückstand auf Sieger Italien mit einem enttäuschenden Dreizehnten Rang. Aufgrund dieser desaströsen Leistung wurde für das noch ausstehende Rennen im Straßeneinzel kein Fahrer der DDR mehr gemeldet und als Konsequenz hiervon, trat der amtierende Präsident des DRSV Klaus Huhn zurück.
Die Saisonvorbereitung für 1969 verbrachte Ampler in Bulgarien. Bei den folgenden vier Nominierungsrennen für die Kandidaten der XXII. Friedensfahrt im April erreichte er keine vordere Platzierung. Zudem zog er sich bei einem Sturz im dritten Rennen eine Verletzung zu, die ihn zwang auf das letzte Rennen zu verzichten. Hierdurch gehandicapt, erreichte er bei dem Ende April ausgetragenen Vorbereitungsrennen auf die Friedensfahrt beim Rund um Potsdam den vierten Rang. Die anschließende Friedensfahrt im Mai 1969, stand noch unter dem Eindruck des Prager Frühlings und fand aus diesem Grunde nur auf den Staatsgebieten der DDR und der Volksrepublik Polen statt. Für die DDR gingen neben Kapitän Ampler die Fahrer Manfred Dähne, Dieter Gonschorek, Dieter Grabe, Bernd Knispel, Dieter Mickein und Axel Peschel an den Start. Der Auftakt zur ersten Etappe erfolgte im Warschauer „Stadion des 10. Jahrestages“, bei welcher Ampler nicht in Erscheinung treten konnte. In der fünften Etappe von Kędzierzyn nach Wałbrzych über 202 km, die Mickein gewann, erreichte Ampler mit einem vierten Platz das beste Ergebnis der diesjährigen Friedensfahrt. Danach stabilisierten sich Amplers Leistungen unter den Top Zehn. Etappe sechs beendete er auf ebendiesem Platz; zwei weitere sechste Plätze folgten für ihn in der achten und elften Etappe. Nach Platz fünf in der zwölften und Platz sieben in der vierzehnten Etappe erreichte er in der Gesamtwertung am Ende der Friedensfahrt Rang sechs und war damit nach Gonschorek (3. Platz) und Mickein (5. Platz) drittbester DDR-Fahrer. Nach der Rückkehr der Friedensfahrer erhielten er und seine Mannschaft am 26. Juni 1969 die Artur-Becker-Medaille in Gold verliehen.
Nach der Friedensfahrt konzentrierten sich Amplers Anstrengungen erneut auf die UCI-Straßenweltmeisterschaften, die 1969 im tschechoslowakischen Brünn stattfinden sollte. Zunächst bestritt er jedoch im Juli die 25. Jugoslawien-Rundfahrt, wo er die achte Etappe gewinnen konnte und an deren Ende er Rang elf in der Gesamtwertung belegte. Zu einem zweiten Platz fuhr Ampler am 22. Juli beim ausgetragenen Buckower Dreiecksrennen und Mitte August holte sich Ampler im Straßeneinzel (179 km) der DDR-Meisterschaften in Schleusingen hinter Mickein und Peschel die Bronzemedaille. Beim Großen Kowalit-Preis in Waltershausen (169 km) am 17. August siegte er vor Huster und Knispel. Bei dem am 24. August ausgetragenen Einzelzeitfahren der Amateure im Rahmen der UCI-Weltmeisterschaften wurde Ampler über die Distanz von 181,233 km auf Platz 51 gewertet. Besser lief es für ihn erst wieder bei den nationalen Rennen, wo er Anfang September bei der ausgetragenen DDR-Meisterschaft im 100-km-Mannschaftsfahren in Lübben zusammen mit Knispel, Müller und Wagner im Straßenvierer des SC DHfK I in einer Zeit von 2:11:19 h vor Dynamo Berlin und dem SC Karl-Marx-Stadt siegte. Einen weiteren Sieg holte sich Ampler im gleichen Monat mit seinem fünften Triumph bei der 63. Auflage des Rund um Berlin. In den letzten beiden Rennen des Jahres in Torgau beim Rund um den Brückenkopf wurde er Dritter und im Rund um Sebnitz fuhr Ampler auf Platz zwei.

Die Etappen der Friedensfahrt 1970. Es war Amplers letzte Teilnahme als Amateur-Radfahrer bei dieser Tour.

Im DDR-Radsportverband herrschte 1970 Ratlosigkeit, wie die praktizierten Trainingsmethoden so zu optimieren sind, um weiterhin international konkurrenzfähig zu sein. Ampler bezeichnete diesen dogmatischen Zustand als „trainerlose“ Zeit. Aus diesem Grunde entschloss er sich, selbst Trainer zu werden um seine Erfahrungen in die Entwicklung des Radsports einbringen zu können. Diesem Ziel folgend, wollte er nach der Beendigung seiner Fahrerkarriere, die bereits vor Saisonbeginn feststand, ab September 1970 ein Sportstudium bei der Deutschen Hochschule für Körperkultur (DHfK) aufnehmen, was er tat. Zunächst begannen im Januar und Februar 1970 die Wintervorbereitungen mit einigen Rennen auf der Winterbahn der Berliner Seelenbinder-Halle. Anschließend flog er im März 1970 mit der DDR-Mannschaft zur Algerien-Rundfahrt. Die Tour wurde aufgrund ungünstiger Witterungsverhältnisse nach der zehnten Etappe abgebrochen und nach deren Wiederaufnahme wurde Ampler im zweiten Teil der Rundfahrt Gesamtachter. Nach seiner Rückkehr in die DDR zwang Ampler eine Nierenentzündung zu pausieren. Bei den im April stattfindenden drei Qualifizierungsrennen für die XXIII. Friedensfahrt belegte er im ersten Rennen von Berlin nach Leipzig (185 km) Rang acht und bei der Fahrt Rund um Wiederau (147 km) wurde er Vierter. Platz fünf erreichte er im 50-km-Einzelfahren bei Bad Schmiedeberg und Ende April erfolgte seine Nominierung zum Kapitän der Friedensfahrtmannschaft.
Bei der Friedensfahrt blieben gute Ergebnisse für Ampler aus. Ein fünfter Platz bei der dreizehnten Etappe bildete sein bestes Ergebnis. In der Gesamtwertung belegte er am Ende Rang elf; die Mannschaft wurde Vierter. Anschließend nahm Ampler Ende Mai 1970 in le Havre am Grand Prix de l’Humanité über drei Etappen teil. Bei der ersten Etappe, einem 4,5 km Zeitfahren, wurde er Sechster; zu Platz 17 reichte es ihn in der zweiten Etappe über 148 km und bei der letzten wurde er nach 116 km Zehnter. Seinen letzten Sieg als Amateur feierte Ampler am 7. Juni 1970 bei dem Straßenrennen Rund um Langenau über 165 km mit einer Zeit von 3:59:18 h vor Knispel und Huster. Kurz vor dem Start zur DDR-Straßenmeisterschaften Anfang September 1970 wurde Ampler offiziell als Fahrer verabschiedet und für seine Verdienste mit der goldenen Ehrennadel des DDR-Radsportverbandes ausgezeichnet.

#### 1971–1990: Reporter und Trainer

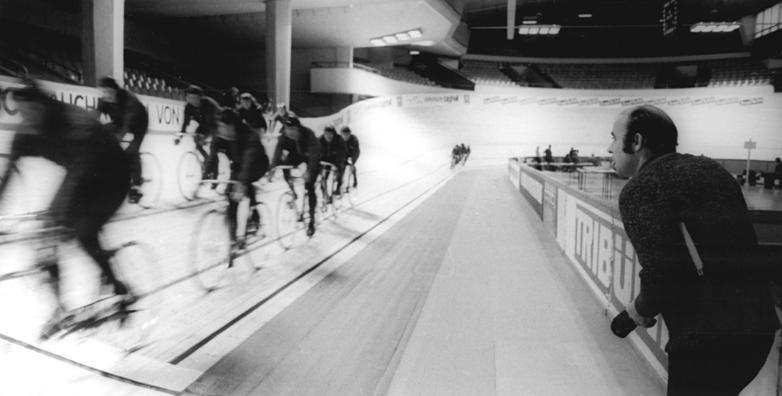
Klaus Ampler (rechts) im Dezember 1974 als Straßenradsporttrainer in der Berliner Werner-Seelenbinder-Halle.

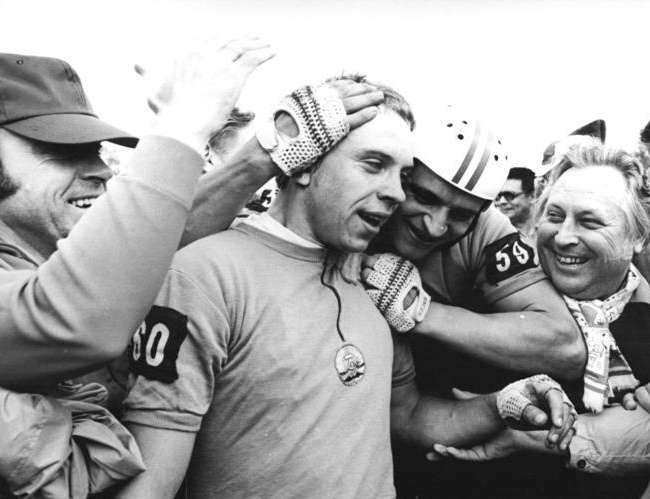
Ampler 1977 (links) als Trainer bei der XXX. Friedensfahrt anlässlich des Sieges von Siegbert Schmeißer bei der 9. Etappe von Cottbus nach Dresden über 149 km.

Nach seiner Fahrerkarriere begleitete Ampler 1971 die XXIV. Friedensfahrt als Reporter. und schrieb für die Zeitung Neues Deutschland die begleitenden Kommentare zur Tour. 1972 fungierte er bei der XXV. Friedensfahrt als Schiedsrichter. Nach seinem Diplom an der DHfK, seine Diplomarbeit beinhaltete das Thema „Ergebnisse einer 8-jährigen sportmethodisch-physiologischen Längsschnittstudie bei einem Leistungssportler“ [auf sich selber als Studienobjekt bezogen], war Ampler ab 1973 in einer Doppelfunktion als Disziplintrainer in der Leistungsklasse sowie als Klubtrainer beim SC DHfK tätig. Das bedeutete, dass er beim SC DHfK Leipzig seine eigenen Sportler betreute sowie in seiner Eigenschaft als Disziplintrainer die der Nationalmannschaft. Letztere betreute in diesem Jahr bei der Polen-Rundfahrt und Belgien sowie im August 1973 bei der DDR-Rundfahrt. 1974 war Ampler in der Funktion des Trainers bei der XXXIII. Friedensfahrt tätig, die zwei Etappensiege einfahren konnte. Im August 1974 holte der DDR-Vierer mit ihm als Trainer bei den Straßenweltmeisterschaften in Montreal die Bronzemedaille. 1975 bestritt Ampler die XXVIII. Friedensfahrt erneut in der Funktion eines Trainers, wobei Hans-Joachim Hartnick die Auftaktetappe gewann. Bei den Straßen-Weltmeisterschaften 1975 wurde der DDR-Mannschaftsvierer mit ihm als Trainer Sechster. 1976 führte er Hans-Joachim Hartnick bei der XXIX. Friedensfahrt zum Gesamtsieg. und Gerhard Lauke zum Dritten Platz der Gesamtwertung. Zum weiteren Höhepunkt des Jahres zählte die errungene Goldmedaille für Klaus-Jürgen Grünke (TSC Berlin) im 1000-m-Zeitfahren bei den Olympischen Sommerspielen 1976 in Montreal. 1977 betreute Ampler wieder die Nationalmannschaft sowie die DDR-Fahrer bei der XXXI. Friedensfahrt; letztmals 1978. Danach fand er überwiegend als Klubtrainer beim SC DHfK Verwendung. 1979 führte er den Straßenvierer der DDR (Drogan/Hartnick/Petermann/Boden) bei den Straßen-Weltmeisterschaften im 100-km-Mannschaftsfahren zum Gold. Zugleich begann 1979 im SC DHfK sein Sohn Uwe in der Jugendklasse zu trainieren.
Bei den Olympischen Sommerspielen 1980 in Moskau, holte der DDR-Straßenvierer unter Amplers die Silbermedaille. Im SC DHfK förderte er derweil die aufstrebenden Talente Bodo Straubel, den späteren Weltmeister von 1983 Uwe Raab. sowie Jan Schur. Der sportliche Höhepunkt 1981 war der Sieg des Mannschaftsvierers im 100-km-Mannschaftsfahren bei den Straßen-Weltmeisterschaften in Prag. 1982 verhalf Ampler dem SC DHfK-Schützling Bernd Drogan zum Weltmeisterschaftstitel bei den Straßen-Weltmeisterschaften im Goodwood. 1983 war die „Sternstunde“ des DDR-Radsports. Ab diesem Jahr betreute Ampler seinen Sohn Uwe in der Männerklasse des SC DHfK und sein anderer Schüler Uwe Raab („Molle“) holte bei der diesjährigen XXXVI. Friedensfahrt drei Etappensiege (Gesamtsieger Falk Boden (DDR)) und bei den folgenden Straßen-Weltmeisterschaften Altenrhein den Weltmeistertitel im Straßeneinzel der Radamateure. 1984 holte „Molle“ unter Amplers Einwirken den DDR-Meistertitel im Straßeneinzel und auch der Straßenvierer des SC DHfK (Herzog/Schur/Wittek/Grosser) holte im 100-km-Mannschaftsfahren den Sieg. Durch den Olympiaboykott bei den Olympischen Sommerspielen in Los Angeles, dem sich die DDR angeschlossen hatte, waren 1984 keine weiteren internationalen Erfolge mehr möglich. Eine weitere Ehre wurde Ampler im September 1984 zuteil, als er mit dem Banner der Arbeit (Stufe I) geehrt wurde.
1985 reiste Ampler als Trainer der DDR-Mannschaft in die Vereinigten Staaten zur Colorado-Rundfahrt, in deren Rahmen die Coors International Bicycle Classic stattfanden. Bester DDR-Fahrer war mit einem Etappensieg und Rang 23 in der Gesamtwertung Olaf Jentzsch. Die aus der Besichtigung des WM-Kurses gewonnenen Erfahrungen setzte Ampler im Jahr darauf für die Straßen-Weltmeisterschaften 1986 in Colorado Springs um, als er seinem Sohn Uwe zur Weltmeisterschaft im Straßeneinzel der Amateure verhalf. Zugleich holte die DDR-Mannschaft (Ampler/Kummer/Raab/Radtke) die Bronzemedaille im 100-km-Mannschaftsfahren. 1987 führte Ampler seinen Sohn zu seinem ersten Gesamtsieg bei der XL. Friedensfahrt. Diese Leistung konnten beide Amplers im Jahr darauf bei der Friedensfahrt 1988 wiederholen, wobei Ampler Senior während der Tour als Studiogast beziehungsweise Co-Kommentator des DDR-Fernsehens fungiert hatte. Bei den anschließenden Olympischen Sommerspielen in Seoul, war Ampler wieder in der Funktion des DDR-Mannschaftstrainers eingesetzt, wo der Mannschafts-Vierer Gold und Olaf Ludwig das Einzelrennen der Amateure gewinnen konnte. In Würdigung seiner Verdienste bei der Vorbereitung auf die Spiele wurde Ampler Mitte November 1988 mit dem Vaterländischen Verdienstorden in Gold ausgezeichnet.
1989 führte Ampler seinen Sohn zum dritten Gesamtsieg bei der XLII. Friedensfahrt. Bei den anschließenden Straßenweltmeisterschaften in Chambéry holte der Mannschaftsvierer Boden/Kummer/Landsmann/Schur ebenfalls den Sieg. Anschließend begleitete Ampler im Herbst 1989 die DDR-Delegation Ampler/Boden/Kummer/Ludwig/Schur zur Commonwealth Bank Tour über zwölf Etappen nach Australien von denen Schur eine Etappe gewinnen konnte. Als die Mannschaft Ende Oktober 1989 zurückkehrte, befand sich die DDR bereits inmitten des politischen und sozialen Umbruchs, der recht bald auf den Leistungssport übergriff und die angespannte wirtschaftliche Situation im SC DHfK offenbarte. Um der Finanzmisere zu begegnen, beteiligte sich Ampler an der Überlegung, die besten Fahrers des Clubs in die bezahlte Profiliga wechseln zu lassen. Er selbst wechselte ebenfalls in den Profisport, nachdem er als Fahrer und Trainer im Amateurbereich alles erreicht hatte. Dort übernahm Ampler die Trainingsbetreuung seines Sohnes und Uwe Raab beim niederländischen Rennstall PDM. Zu seiner letzten Aufgabe im DDR-Leistungssport gehörte die Betreuung der DDR-Profiauswahl bei den UCI-Weltmeisterschaften im japanischen Utsunomiya im Spätsommer 1990 bei dem Kummer Rang 25 und sein Sohn Platz 33 erreichten. Nach der Wiedervereinigung war Ampler noch eine kurze Zeit als Trainer weiterhin im SC DHfK tätig, jedoch litt der Verein da bereits am zunehmenden „Talentschwund“. Mit dem letzten „Ausverkauf“ der Fahrer endete Amplers dortige Tätigkeit.

### Weiterer Werdegang und Tod
Über den Manager des PDM-Rennstalls erfuhr Ampler, dass dieser die Absicht hege, in Leipzig einen Fahrradgroßhandel zu eröffnen. Ampler griff diese Idee auf, kümmerte sich um die Räumlichkeiten und eröffnete im Rückmarsdorf ein Fahrradgeschäft. 1996 ging der Handel in Insolvenz. Anschließend arbeitete er als Verkäufer in einem Bioladen. In der Zwischenzeit fuhr Ampler, nunmehr aus gesundheitlichen Gründen, weiterhin Rad und war bei diversen Radrennveranstaltungen Ehrengast. Zugleich organisierte und besuchte er ab 1998 jährlich die Veranstaltungen der Tour de France und begleitete seinen Sohn zu diversen Radrennen. In den Jahren 2000 bis 2002 fungierte er beim Mitteldeutschen Rundfunk (MDR) zeitweise als Co-Moderator der Friedensfahrt. 2001 war er kurzfristig Berater im Team Wiesenhof; schied jedoch nach internen Querelen noch im selben Jahr wieder aus. 2004 produzierte der MDR mit ihm die Filmbeitragsreihe „Klaus Amplers Erinnerungen“, die im DDR-Museum von Podelwitz abgedreht wurden. Im November 2004 erhielt Ampler im Internationalen Congress Center in Dresden anlässlich der sächsischen Sportgala die Sportkrone für sein Lebenswerk überreicht. Die Laudatio hielt sein ehemaliger Schützling Uwe Raab.
2005 veröffentlichte er seine Autobiografie unter dem Titel Schweiß – mein Leben für den Radsport. Im selben Jahr erkrankte Ampler an der Alzheimerschen Krankheit, worauf ihn seine Frau häuslich pflegte. Im März 2011 musste er deswegen die stationäre Pflege in Leipzig beginnen. Im Mai 2016 verstarb Ampler an den Folgen dieser Erkrankung.

## Dopingverwendung
Eine evtl. Verwicklung Amplers im Zusammenhang mit der Einnahme von Doping während seiner Radfahrerkarriere ist mangels sporthistorischer Publikationen bisher nicht ausreichend beleuchtet worden. Allerdings gibt ein Dokument der Staatssicherheit vom 21. Juli 1965 darüber Auskunft, dass Amplers Erkrankung während der Friedensfahrt 1965 auf eine Überdosis Pervitin zurückzuführen war.
Weiterhin ist bekannt, dass in der DDR bereits seit Ende der 1950er und Anfang der 1960er Jahre die ersten Dopingversuche im Radsport praktiziert wurden, die später im Staatsplanthema 14.25, dem systematischen Doping im DDR-Leistungssport, gipfelten. Weitere Indizien für Dopingeinnahmen in Amplers Umfeld sind die ermittelten hohen Werte von Amphetaminen bei Lothar Appler, der anstelle von Ampler bei der Weltmeisterschaft 1961 gefahren und nach dem Rennen kollabiert war.
Als Trainer im SC DHfK Leipzig galt Ampler im Umgang mit unterstützenden Mitteln (UM) als zurückhaltend, wenngleich er auf diesem Gebiet eng mit entsprechenden Sektionsärzten oder Arbeitsgruppen zusammenarbeitete. Der Sporthistoriker Giselher Spitzer schließt aus den ihm vorliegenden Unterlagen, dass Ampler keine derartigen Mittel vergeben, aber nachweisbar von Doping gewusst zu haben scheint.

## Erfolge und Statistiken

### Straßenweltmeisterschaften
| Jahr | Disziplin                    | Platzierung |
| ---- | ---------------------------- | ----------- |
| 1965 | 100-km-Mannschaftszeitfahren | 5           |
| 1966 | 4000-m-Einzelverfolgung      | 12          |
| 1967 | 4000-m-Einzelverfolgung      | 15          |
| 1967 | Straßeneinzel der Amateure   | 14          |
| 1969 | Straßeneinzel der Amateure   | 51          |

### Friedensfahrten
| Etappe      | 1962      | 1963       | 1964      | 1965      | 1967 | 1968  | 1969 | 1970 |
| ----------- | --------- | ---------- | --------- | --------- | ---- | ----- | ---- | ---- |
| 1.          | 4         | 5          | 66        | 53        | 4    | 65    | 36   | 21   |
| 2.          | 4         | 10         | 1** (DDR) | 1** (DDR) | 47   | 8     | 43   | 49   |
| 3.          | 2         | 1** (DDR)  | 48        | 12        | 2    | 52    | 14   | 46   |
| 4.          | 7         | 41         | 18        | 10        | 20   | 22/1* | 51   | 26   |
| 5.          | 4         | 1          | 47        | 51        | 21   | 36    | 4    | 70   |
| 6.          | 17        | 12         | 42        | 5         | 57   | 58    | 14   | 37   |
| 7.          | 4** (DDR) | 53         | 16        | 33        | 18   | 33    | 43   | 20   |
| 8.          | 11        | 1          | 7         | 17        | 46   | 17    | 62   | 34   |
| 9.          | 48        | 32         | 21        | 43        | 8    | 55    | 14   | 29   |
| 10.         | 2         | 37         | 38        | 15        | 70   | 32    | 32   | 36   |
| 11.         | 3** (DDR) | 34         | 13        | 2         | 8    | 64    | 6    | 49   |
| 12.         | 11        | 1          | 46        | 32        | 29   | 26    | 22   | 37   |
| 13.         | 10        | 2          | 7         | 36        | 15   | 19    | 16   | 5    |
| 14.         | 20        | 2          | 22        | 8         | 35   | 12/1* | 7    | 50   |
| 15.         | –         | 27         | –         | 15        | 75   | –     | 12   | 38   |
| 16.         | –         | –          | –         | –         | 35   | –     | –    | –    |
| Gesamtplatz | 7.        | Gesamtsieg | 16.       | 10.       | 22.  | 13.   | 6.   | 11.  |

* Rennen in zwei Halbetappen.

** Mannschaftszeitfahren.

### DDR-Rundfahrten
| Jahr | Gesamtplatz | Siege          |
| ---- | ----------- | -------------- |
| 1959 | 56.         | –              |
| 1961 | 2.          | –              |
| 1962 | Gesamtsieg  | 3 Etappensiege |
| 1963 | Gesamtsieg  | 4 Etappensiege |
| 1965 | 6.          | –              |
| 1966 | 6.          | –              |
| 1967 | 4.          | 2 Etappensiege |
| 1968 | 24.         | –              |

### Ausgewählte Resultate
Klaus Ampler fuhr während seiner aktiven Amateurzeit von 1956 bis 1970 insgesamt 248.169 km.
| Datum         | Ort                | Veranstaltung                                    | Resultat             | Anmerkungen                                |
| ------------- | ------------------ | ------------------------------------------------ | -------------------- | ------------------------------------------ |
| 1. Juni 1952  | Altenhagen         | Radrennen zum Kindertag                          | Sieger               | Schüler ohne Lizenz                        |
| 1. Juni 1953  | Altenhagen         | Radrennen zum Kindertag                          | Zweiter              | Schüler ohne Lizenz                        |
| Aug. 1954     | Altenhagen         | Radrennen zum Erntedankfest                      | Sieger               | Schüler ohne Lizenz                        |
| Aug. 1955     | Altenhagen         | Radrennen zum Erntedankfest                      | Sieger               | Schüler ohne Lizenz                        |
| Mai 1956      | Greifswald         | Greifswald–Ribnitz–Greifswald                    | Sieger               | Jugend-Lizenz                              |
| Mai 1956      | Rostock            | Rostocker Kreismeister im Straßeneinzel          | Kreismeister         | Jugend-Lizenz                              |
| 17. Juni 1956 | Rostock            | Rostocker Bezirksmeisterschaft                   | Bezirksmeister       | Jugend-Lizenz                              |
| Sep. 1956     | Rostock            | Großer Rügen-Preis                               | Zweiter              | Jugend-Lizenz                              |
| Okt. 1956     | Neustrelitz        | Neustrelitzer Rundstreckenrennen                 | Zweiter              | Jugend-Lizenz                              |
| 27. Jan. 1957 | Rostock            | Rostocker Bezirksmeisterschaft                   | Dritter              | Jugend-Lizenz                              |
| 10. Feb. 1957 | Erfurt             | DDR-Meisterschaft Querfeldein                    | Zweiter              | Jugend-Lizenz                              |
| 28. Apr. 1957 | Wismar             | Rundstreckenrennen Wismar                        | Sieger               | Jugend-Lizenz                              |
| 2. Juni 1957  | Berlin             | Berlin–Cottbus–Berlin                            | Sieger               | Jugend-Lizenz                              |
| 16. Juni 1957 | Wismar             | Bezirksmeisterschaft Rostock                     | Sieger               | Jugend-Lizenz                              |
| 29. Sep. 1957 | Neustrelitz        | Rundstreckenrennen Neustrelitz                   | Sieger               | Jugend-Lizenz                              |
| 17. Nov. 1957 | Potsdam            | Querfeldeinrennen am Ravensberg                  | Zweiter              | Jugend-Lizenz                              |
| 15. Dez. 1957 | Wismar             | Querfeldein durch das Köppernitztal              | Sieger               | Jugend-Lizenz                              |
| 1958          | Neubrandenburg     | Neubrandenburg–Teterow–Neubrandenburg            | Sieger               | Jugend-Lizenz                              |
| 1958          | Malchow            | Rundstreckenrennen Malchow                       | Sieger               | Jugend-Lizenz                              |
| 1958          | Wittenberge        | Rundstreckenrennen Wittenberge                   | Zweiter              | Jugend-Lizenz                              |
| 18. Mai 1958  | Bad Doberan        | Doberaner Bäderrennen                            | Sieger               | Jugend-Lizenz                              |
| Juni 1958     | Usedom             | Bäderrennen Heringsdorf–Ahlbeck                  | Zweiter              | Jugend-Lizenz                              |
| 29. Juni 1958 | Magdeburg          | Harzrundfahrt                                    | Zweiter              | Jugend-Lizenz                              |
| 3. Aug. 1958  | Ückermünde         | Rundstreckenrennen Ückermünde                    | Sieger               | Jugend-Lizenz                              |
| 31. Mai 1959  | Bergen             | Bezirksmeisterschaft Rostock                     | Sieger               | Männer Leistungsklasse III                 |
| 7. Juni 1959  | Ahlbeck            | 5. Bäderrennen auf Usedom                        | Sieger               | Männer Leistungsklasse II                  |
| 13. Juni 1959 | Rostock            | Rund um den Martin-Andersen-Nexö-Platz           | Dritter              | Männer Leistungsklasse II                  |
| 14. Juni 1959 | Rostock            | Rund um den Vögenteich                           | Sieger               | Männer Leistungsklasse II                  |
| 21. Juni 1959 | Waltershausen      | Rund um das Gummiwerk                            | Sieger               | Männer Leistungsklasse II                  |
| 28. Juni 1959 | Reichenbach        | Großer Renakpreis                                | Sieger               | Männer Leistungsklasse I (und fortführend) |
| 8. Aug. 1959  | Potsdam            | Etappe der DDR-Rundfahrt                         | Zweiter              |                                            |
| 8. Aug. 1959  | Potsdam            | DDR-Rundfahrt                                    | 56. Platz            |                                            |
| 23. Aug. 1959 | Berlin             | Rund um Berlin                                   | Sieger               |                                            |
| 28. Aug. 1959 | Pleven             | Mannschaftszeitfahren Landessportspiele          | Sieger               |                                            |
| 30. Aug. 1959 | Pleven             | Einzelrennen Landessportspiele                   | Zweiter              |                                            |
| 20. Sep. 1959 | Sebnitz            | Rund um Sebnitz                                  | Sieger               |                                            |
| 26. Sep. 1959 | Forst              | Rund um die Spitze                               | Sieger               |                                            |
| 4. Okt. 1959  | Rostock            | Rund um den Vögenteichplatz                      | Sieger               |                                            |
| 8. Okt. 1959  | Haldensleben       | Pokal der Stadt Haldensleben                     | Dritter              |                                            |
| 26. Jan. 1960 | Sohag              | Ägypten-Rundfahrt                                | Etappenzweiter       |                                            |
| 27. Jan. 1960 | Assint             | Rundfahrt                                        | Etappendritter       |                                            |
| 28. Jan. 1960 | Minjeh             | Ägypten-Rundfahrt                                | Etappensieger        |                                            |
| 30. Jan. 1960 | Gisheh             | Ägypten-Rundfahrt                                | Etappenzweiter       |                                            |
| 3. Feb. 1960  | Chebin             | Ägypten-Rundfahrt                                | Etappensieger        |                                            |
| 3. Apr. 1960  | Potsdam            | Rundstreckenrennen                               | Sieger               |                                            |
| 14. Apr. 1960 | Leipzig            | Rund um den Stadtbezirk West                     | Dritter              |                                            |
| 18. Apr. 1960 | Wismar             | Rundstreckenrennen                               | Zweiter              |                                            |
| 1. Mai 1960   | Döbeln             | Straßenrennen                                    | Sieger               |                                            |
| 8. Mai 1960   | Venusberg          | Auswahlrennen                                    | Zweiter              |                                            |
| 12. Mai 1960  | Waltershausen      | Rundstreckenrennen                               | Zweiter              |                                            |
| 26. Mai 1960  | Erfurt             | Rund um die Hainleite                            | Dritter              |                                            |
| 15. Juni 1960 | Gotha              | Rundstreckenrennen                               | Dritter              |                                            |
| 19. Juni 1960 | Ilmenau            | Rundstreckenrennen                               | Zweiter              |                                            |
| 7. Juli 1960  | Rostock            | Ostsee-Woche                                     | 7. Gesamtwertung     |                                            |
| 31. Juli 1960 | Schleiz            | Deutsche Straßenmeisterschaften                  | Dritter              |                                            |
| 2. Aug. 1960  | Leipzig            | Großer Preis der JungenWelt                      | Zweiter              |                                            |
| 4. Sep. 1960  | Berlin             | Rund um Berlin                                   | Sieger               |                                            |
| 24. Sep. 1960 | Haskovo            | Bulgarien-Rundfahrt                              | Etappenzweiter       |                                            |
| 26. Sep. 1960 | Burgas             | Bulgarien-Rundfahrt                              | Etappendritter       |                                            |
| 27. Sep. 1960 | Warna              | Bulgarien-Rundfahrt                              | Etappendritter       |                                            |
| 7. Mai 1961   | Rostock            | Rund um den Vögenteich                           | Sieger               |                                            |
| 7. Mai 1961   | Pößneck            | Rund um das Saaletal                             | Sieger               |                                            |
| Mai 1961      | Gresten            | Wien–Gresten–Wien                                | Etappensieger        |                                            |
| Mai 1961      | Wien               | Wien–Gresten–Wien                                | Gesamtsieger         |                                            |
| 8. Juni 1961  | Anstadt            | Rund um den Schönbrunn                           | Zweiter              |                                            |
| 11. Juni 1961 | Leipzig            | LVZ-Pressefestrennen                             | Sieger               |                                            |
| 15. Juni 1961 | Altenburg          | Rund um das Technikum                            | Sieger               |                                            |
| 17. Juni 1961 | Greifswald         | Rundstreckenrennen                               | Sieger               |                                            |
| 18. Juni 1961 | Greifswald         | Straßenrennen                                    | Sieger               |                                            |
| 10. Juli 1961 | Rostock            | Ostsee-Woche                                     | Etappensieger        |                                            |
| 11. Juli 1961 | Wismar             | Ostsee-Woche                                     | Etappendritter       |                                            |
| 12. Juli 1961 | Rostock            | Ostsee-Woche                                     | Etappenzweiter       |                                            |
| 14. Juli 1961 | Greifswald         | Ostsee-Woche                                     | Etappensieger        |                                            |
| 15. Juli 1961 | Rostock            | Ostsee-Woche                                     | Gesamtsieger         |                                            |
| 13. Aug. 1961 | Merseburg          | Rund um Buna                                     | Sieger               |                                            |
| 18. Aug. 1961 | Cottbus            | DDR-Rundfahrt                                    | Etappenzweiter       |                                            |
| 18. Aug. 1961 | Zittau             | DDR-Rundfahrt                                    | Etappensieger        |                                            |
| 19. Aug. 1961 | Aue                | DDR-Rundfahrt                                    | Etappenzweiter       |                                            |
| 20. Aug. 1961 | Jena               | DDR-Rundfahrt                                    | Etappenzweiter       |                                            |
| 23. Aug. 1961 | Kyffhäuser         | DDR-Rundfahrt                                    | Etappendritter       |                                            |
| 25. Aug. 1961 | Potsdam            | DDR-Rundfahrt                                    | Gesamtzweiter        |                                            |
| 15. Sep. 1961 | Oradea             | Rumänien-Rundfahrt                               | Etappensieger        |                                            |
| 22. Sep. 1961 | Rumänien           | Rumänien-Rundfahrt                               | Gesamtneunter        |                                            |
| 29. Nov. 1961 | Leipzig            | Stunde der Bolzer                                | Sieger               | Winterbahn Leipzig                         |
| 25. Mai 1962  | Kumla              | Internationale Schwedenwoche                     | Etappenvierter       |                                            |
| 5. Juni 1962  | Langendorf         | Rund um das Braunkohlenwerk Phönix               | Sieger               |                                            |
| 7. Juni 1962  | Torgau             | Rund um den Brückenkopf                          | Sieger               |                                            |
| 10. Juni 1962 | Mügeln             | Bezirksmeisterschaft Straßeneinzel               | Dritter              |                                            |
| 23. Juni 1962 | Amstadt            | Rund um den Schönbrunn                           | Sieger               |                                            |
| 24. Juni 1962 | Ilmenau            | Rund um das Glaswerk                             | Dritter              |                                            |
| 28. Juni 1962 | Leipzig            | LVZ-Pressefestrennen                             | Zweiter              |                                            |
| Juni 1962     | Wurzen             | Rundstreckenrennen                               | Sieger               |                                            |
| 5. Aug. 1962  | Neugersdorf        | Deutsche Meisterschaft Straßeneinzel             | Sieger               |                                            |
| 12. Aug. 1962 | Blankenburg        | Harzer Bergpreis der Tribüne                     | Zweiter              |                                            |
| 14. Aug. 1962 | Nordhausen         | DDR-Rundfahrt                                    | Etappensieger        |                                            |
| 16. Aug. 1962 | Plauen             | DDR-Rundfahrt                                    | Etappensieger        |                                            |
| 18. Aug. 1962 | Zittau             | DDR-Rundfahrt                                    | Etappenzweiter       |                                            |
| 19. Aug. 1962 | Görlitz            | DDR-Rundfahrt                                    | Etappensieger        |                                            |
| 22. Aug. 1962 | Schönebeck         | DDR-Rundfahrt                                    | Gesamtsieger         |                                            |
| 26. Aug. 1962 | Reichenbach        | Renak-Preis                                      | Sieger               |                                            |
| 2. Sep. 1962  | Potsdam            | Rund um Potsdam                                  | Sieger               |                                            |
| 11. Sep. 1962 | Torgau             | Rund um den Brückenkopf                          | Zweiter              |                                            |
| 14. Sep. 1962 | Zeitz              | Rund um den Goethepark                           | Dritter              |                                            |
| 16. Sep. 1962 | Berlin             | Rund um Berlin                                   | Zweiter              |                                            |
| 20. Sep. 1962 | Lübben             | Internationales Mannschaftszeitfahren            | Dritter              |                                            |
| 23. Sep. 1962 | Sebnitz            | Rund um Sebnitz                                  | Dritter              |                                            |
| 7. Okt. 1962  | Rostock            | Aschenbahnrennen                                 | Sieger               |                                            |
| 7. Apr. 1963  | Leipzig            | Berlin–Leipzig                                   | Dritter              |                                            |
| 20. Apr. 1963 | Zeitz              | Rundstreckenrennen                               | Sieger               |                                            |
| 21. Apr. 1963 | Altenburg          | Rundstreckenrennen                               | Dritter              |                                            |
| 25. Apr. 1963 | Hainichen          | Rundstreckenrennen                               | Sieger               |                                            |
| 6. Juni 1963  | Lübben             | Deutsche Meisterschaft im Mannschaftsfahren      | Sieger               |                                            |
| 9. Juni 1963  | Mittweida          | Deutsche Meisterschaft im Straßeneinzel          | Sieger               |                                            |
| 27. Juli 1963 | Bad Langensalza    | DDR-Rundfahrt                                    | Etappensieger        |                                            |
| 29. Juli 1963 | Aue                | DDR-Rundfahrt                                    | Etappensieger        |                                            |
| 30. Juli 1963 | Annaberg-Buchholz  | DDR-Rundfahrt                                    | Etappensieger        |                                            |
| 31. Juli 1963 | Löbau              | DDR-Rundfahrt                                    | Etappensieger        |                                            |
| 2. Aug. 1963  | Merseburg          | DDR-Rundfahrt                                    | Gesamtsieger         |                                            |
| 23. Aug. 1963 | Schwerin           | Rund um den Pfaffenteich                         | Sieger               |                                            |
| Sep. 1963     | Umea               | Schweden-Rundfahrt                               | Etappensieger        |                                            |
| Sep. 1963     | Sundsvall          | Schweden-Rundfahrt                               | Etappenzweiter       |                                            |
| Sep. 1963     | Uppsala            | Schweden-Rundfahrt                               | Etappensieger        |                                            |
| Sep. 1963     | Uppsala            | Schweden-Rundfahrt                               | Gesamtdritter        |                                            |
| 26. Apr. 1964 | Hainichen          | Rundstreckenrennen                               | Zweiter              |                                            |
| 21. Juni 1964 | Dresden            | Rund um die Dresdner Heide                       | Sieger               |                                            |
| 24. Juni 1964 | Karl-Marx-Stadt    | 4000-m-Verfolgungsfahren                         | Zweiter              |                                            |
| 9. Aug. 1964  | Potsdam            | Rund um Potsdam                                  | Zweiter              |                                            |
| 6. Sep. 1964  | Lauchhammer        | Rund um das Braunkohlenkombinat                  | Sieger               |                                            |
| 13. Sep. 1964 | Berlin             | Rund um Berlin                                   | Sieger               |                                            |
| 24. Sep. 1964 | Lübben             | Deutsche Meisterschaft Mannschaftsfahren         | Dritter              |                                            |
| 27. Sep. 1964 | Rostock            | Rund um den Vögenteich                           | Sieger               |                                            |
| 28. Sep. 1964 | Rostock            | 3. Bäderrennen                                   | Sieger               |                                            |
| 4. Okt. 1964  | Großer Inselberg   | Deutsche Bergmeisterschaft                       | Sechster             |                                            |
| 28. März 1965 | Ahrensfelde        | Berliner Saisonauftakt                           | Dritter              |                                            |
| 9. Apr. 1965  | Wandlitz           | Einzelzeitfahren                                 | Dritter              |                                            |
| 11. Apr. 1965 | Leipzig            | Rund um Leipzig                                  | Sieger               |                                            |
| 29. Apr. 1965 | Berlin             | Rund um Spindlersfeld                            | Dritter              |                                            |
| 15. Juni 1965 | Markkleeberg       | Bezirksmeisterschaft Mannschaftsfahren           | Sieger               |                                            |
| 16. Juni 1965 | Leipzig            | Olympia-Preis 4000-m-Einzelverfolgung            | Sieger               |                                            |
| 9. Juli 1965  | Bergen             | Ostseewoche                                      | Etappenzweiter       |                                            |
| 9. Juli 1965  | Rostock            | Ostseewoche                                      | Etappenzweiter       |                                            |
| 10. Juli 1965 | Rostock            | Ostseewoche                                      | Etappensieger        |                                            |
| 11. Juli 1965 | Rostock            | Ostseewoche                                      | Etappensieger        |                                            |
| 15. Juli 1965 | Halle (Saale)      | Pressefestpreis der Freiheit                     | Sieger               |                                            |
| 18. Juli 1965 | Kalbe/Milde        | Rund um den Kalbischen Werder                    | Zweiter              |                                            |
| 20. Juli 1965 | Leipzig            | 4000-m-Einzelverfolgung                          | Sieger               |                                            |
| Juli 1965     | Lübben             | Deutsche Meisterschaft Mannschaftsfahren         | Dritter              |                                            |
| 29. Juli 1965 | Helsingborg        | InternationalesRundstreckenrennen                | Zweiter              |                                            |
| 4. Aug. 1965  | Gera               | Deutsche Meisterschaft 4000-m-Einzelverfolgung   | Sieger               |                                            |
| 6. Aug. 1965  | Crimmitschau       | WM-Qualifikationsrennen                          | Sieger               |                                            |
| 23. Aug. 1965 | Zeitz              | DDR-Rundfahrt                                    | Etappendritter       |                                            |
| 25. Aug. 1965 | Johanngeorgenstadt | DDR-Rundfahrt                                    | Etappenzweiter       |                                            |
| 25. Aug. 1965 | Johanngeorgenstadt | DDR-Rundfahrt                                    | 6. Gesamtwertung     |                                            |
| 16. Sep. 1965 | Dresden            | 4000-m-Einzelverfolgung                          | Sieger               |                                            |
| 19. Sep. 1965 | Berlin             | Rund um Berlin                                   | Sieger               |                                            |
| 3. Apr. 1966  | Berlin             | Rund um Spindlersfeld                            | Sieger               |                                            |
| 8. Apr. 1966  | Werdau             | Rund um Werdau                                   | Sieger               |                                            |
| 9. Apr. 1966  | Leipzig            | Großer Preis des ND                              | Dritter              |                                            |
| 19. Mai 1966  | Erfurt             | Rund um die Hainleite                            | Sieger               |                                            |
| 24. Mai 1966  | Uppsala            | Schwedische Radsportwoche                        | Etappensieger        |                                            |
| Mai 1966      | Örebro             | Schwedische Radsportwoche                        | Etappenzweiter       |                                            |
| 19. Juni 1966 | Torgau             | Rund um den Brückenkopf                          | Sieger               |                                            |
| 21. Juni 1966 | Leipzig            | Zweiter Kriterium                                | Zweiter              |                                            |
| 22. Juni 1966 | Leipzig            | 4000-m-Einzelverfolgung                          | Sieger               |                                            |
| 4. Juli 1966  | Berlin             | Deutsche Meisterschaft 4000 m Einzelverfolgung   | Sieger               |                                            |
| 13. Juli 1966 | Rostock            | DDR-Rundfahrt                                    | Etappenzweiter       |                                            |
| 14. Juli 1966 | Greifswald         | DDR-Rundfahrt                                    | Etappenzweiter       |                                            |
| 15. Juli 1966 | Schwedt            | DDR-Rundfahrt                                    | Etappenzweiter       |                                            |
| 18. Juli 1966 | Bernburg           | DDR-Rundfahrt                                    | Gesamtsechster       |                                            |
| 29. Juli 1966 | Berlin             | Auswahlrennen                                    | Zweiter              |                                            |
| 1. Aug. 1966  | Gera               | 4000-m-Einzelverfolgung 1. Geraer Sommerfilmtage | Sieger               |                                            |
| 6. Aug. 1966  | Leipzig            | Auswahlrennen                                    | Sieger               |                                            |
| 22. Aug. 1966 | Berlin             | Länderkampf England gegen DDR                    | Sieger               |                                            |
| 10. Sep. 1966 | Brünn              | Ländervergleich CSSR gegen DDR Einzelverfolgung  | Etappendritter       |                                            |
| 18. Sep. 1966 | Sofia              | Bulgarien-Rundfahrt                              | Etappenzweiter       |                                            |
| 19. Sep. 1966 | Somakow            | Bulgarien-Rundfahrt                              | Etappenzweiter       |                                            |
| 20. Sep. 1966 | Plowdiw            | Bulgarien-Rundfahrt                              | Etappensieger        |                                            |
| 21. Sep. 1966 | Kardschali         | Bulgarien-Rundfahrt                              | Etappensieger        |                                            |
| 26. Sep. 1966 | Russe              | Bulgarien-Rundfahrt                              | Etappensieger        |                                            |
| 29. Sep. 1966 | Sofia              | Bulgarien-Rundfahrt                              | Gesamtzweiter        |                                            |
| 15. Apr. 1967 | Leipzig            | Friedensfahrt-Qualifikation                      | Sieger               |                                            |
| 17. Apr. 1967 | Halle              | Friedensfahrt-Qualifikation                      | Zweiter              |                                            |
| 30. Apr. 1967 | Potsdam            | Rund um Potsdam                                  | Sieger               |                                            |
| 1. Mai 1967   | Karl-Marx-Stadt    | Rund um den Schloßteich                          | Sieger               |                                            |
| 6. Juli 1967  | Gera               | Einzelverfolgung                                 | Sieger               |                                            |
| 6. Juli 1967  | Gera               | Mannschaftsverfolgung                            | Sieger               |                                            |
| 12. Juli 1967 | Leipzig            | DDR-Meisterschaft Einzelverfolgung               | Zweiter              |                                            |
| 22. Juli 1967 | Meiningen          | DDR-Rundfahrt                                    | Etappensieger        |                                            |
| 23. Juli 1967 | Falkenstein        | DDR-Rundfahrt                                    | Etappensieger        |                                            |
| 26. Juli 1967 | Fürstenwalde       | DDR-Rundfahrt                                    | Vierter              |                                            |
| 30. Juli 1967 | Eisenach           | DDR-Meisterschaft Straßeneinzel                  | Fünfter              |                                            |
| 3. Aug. 1967  | Lübben             | Internationaler Olympiapreis                     | Sieger               |                                            |
| 9. Sep. 1967  | Berlin             | Rund um Berlin                                   | 7. Platz             |                                            |
| 19. Okt. 1967 | Mexiko-Stadt       | Vorolympisches Mannschaftszeitfahren             | Dritter              |                                            |
| Okt. 1967     | Mexiko-Stadt       | Vorolympisches Einzelzeitfahren                  | Dritter              |                                            |
| März 1968     | Algier             | Einzelrennen                                     | Zweiter              |                                            |
| 19. Apr. 1968 | Berlin             | Friedensfahrt-Qualifikation                      | Sieger               |                                            |
| 21. Apr. 1968 | Leipzig            | Friedensfahrt-Qualifikation                      | Sieger               |                                            |
| 22. Juli 1968 | Wittenberg         | DDR-Rundfahrt                                    | Etappendritter       |                                            |
| 25. Juli 1968 | Lübbenau           | DDR-Rundfahrt                                    | 24. Gesamtwertung    |                                            |
| 28. Aug. 1968 | Leipzig            | Straßenrennen Olympia-Vorbereitung               | Sieger               |                                            |
| Sep. 1968     | Mexiko-Stadt       | Mannschaftszeitfahren Olympische Spiele          | 13. Platz            |                                            |
| 22. Juni 1969 | Langenau           | Rund um Langenau                                 | Sieger               |                                            |
| 5. Juli 1969  | Banja Luka         | Jugoslawien-Rundfahrt                            | Etappensieger        |                                            |
| 10. Juli 1969 | Ljubljana          | Jugoslawien-Rundfahrt                            | Elfter Gesamtwertung |                                            |
| 20. Juli 1969 | Buckow             | Buckower Dreiecksrennen                          | Zweiter              |                                            |
| 10. Aug. 1969 | Schleusingen       | DDR-Meisterschaft Straßeneinzel                  | Dritter              |                                            |
| 5. Sep. 1969  | Leipzig            | DDR-Meisterschaft Einzelverfolgung (Leipzig)     | Dritter              |                                            |
| 6. Sep. 1969  | Lübben             | DDR-Meisterschaft Mannschaftsfahren              | Sieger               |                                            |
| 13. Sep. 1969 | Berlin             | Rund um Berlin                                   | Sieger               |                                            |
| 15. Sep. 1969 | Torgau             | Großer Preis der Stadt Torgau                    | Dritter              |                                            |
| März 1970     | Biskra             | Algerien-Rundfahrt I                             | Etappendritter       |                                            |
| März 1970     | Tenes              | Algerien-Rundfahrt II                            | Etappenzweiter       |                                            |
| März 1970     | Algier             | Algerien-Rundfahrt II                            | Achter Gesamtwertung |                                            |
| 19. Apr. 1970 | Wiederau           | Friedensfahrt-Qualifikation                      | Vieter               |                                            |
| 20. Apr. 1970 | Bad Schmiedeberg   | Friedensfahrt-Qualifikation                      | Fünfter              |                                            |
| 30. Mai 1970  | Le Havre           | Grand Prix L’Humanite                            | 10. Gesamtwertung    |                                            |
| 7. Juni 1970  | Langenau           | Rund um Langenau                                 | Sieger               |                                            |
| 16. Juni 1970 | Lübben             | Mannschaftszeitfahren                            | Zweiter              |                                            |
| 28. Juni 1970 | Blankenburg        | Kriterium                                        | Dritter              |                                            |

## Schriften
- Klaus Ampler: Schweiß – Mein Leben für den Radsport. Autobiographie. MedienService Gunkel & Creutzburg, Gotha 2005, ISBN 3-9808816-9-5.[192]